# 타볼산의 빛

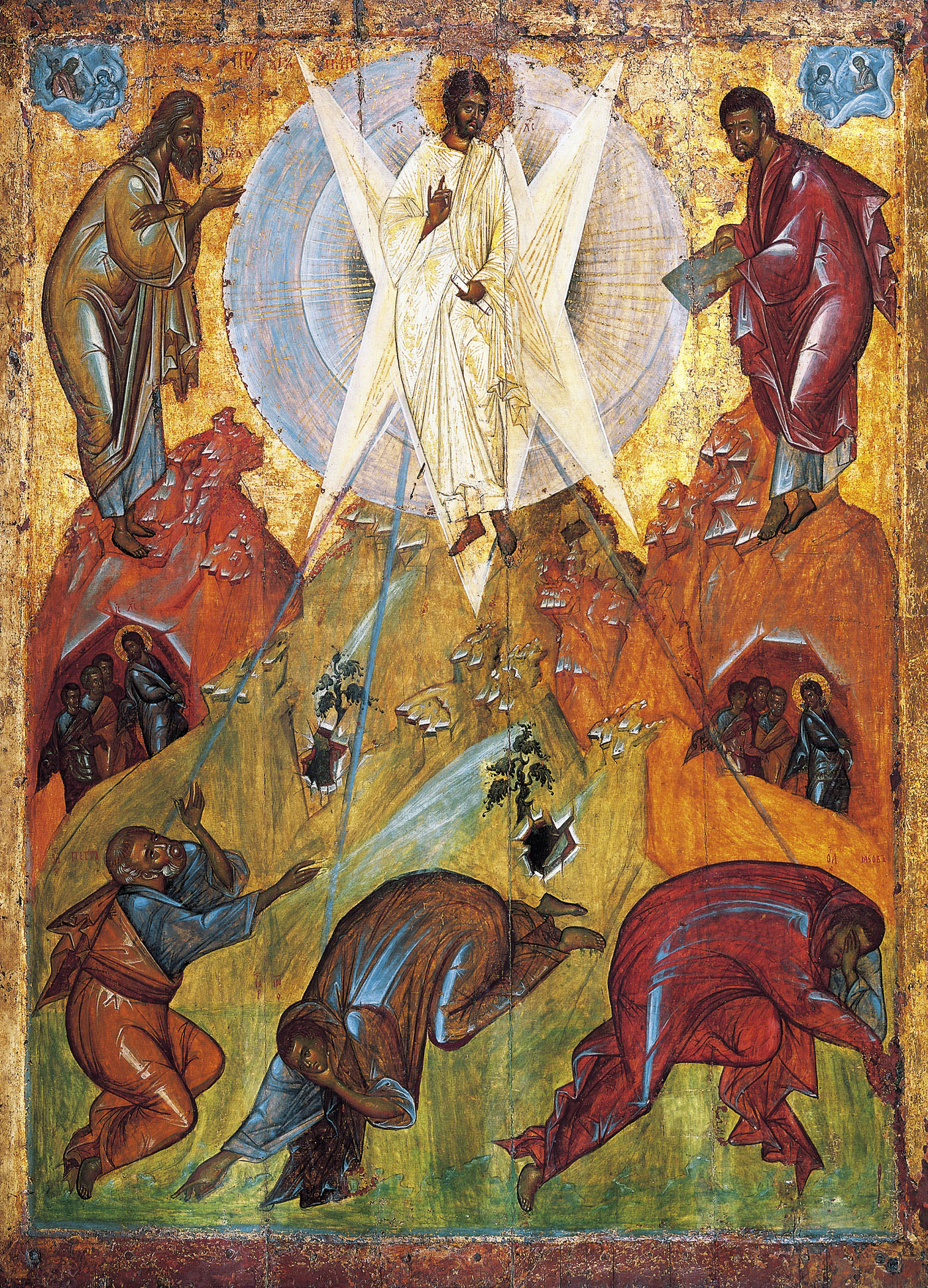
변모에 대한 러시아 정교회 이콘(그리스인 테오파니스, 1408년경)

동방 정교회 신학에서 타볼산의 빛(Light of Tabor)은 예수의 변모 때 타볼산에 나타난 빛으로, 사도 바울로가 회심할 때 본 빛과 동일시된다.
신학적 교리로서, 타볼빛의 창조되지 않은 본성은 칼라브리아의 발람이 제기한 이단 혐의에 대하여 헤시카주의의 신비적 관행을 옹호한 14세기 아토스 수도자 그리고리오스 팔라마스에 의해 공식화되었다. 신학 교리로 여겨질 때, 이 견해는 팔라마스 이후 팔라마스주의로 알려져 있다.
팔라마스주의 견해는 처음 제안되었을 때 매우 논란이 많았으며, 헤시카주의 논쟁을 촉발시켰고, 팔라마스파는 1341-1347년 동로마 내전에서 요안니스 6세 칸타쿠지노스가 군사적 승리를 거둔 후에야 이길 수 있었다. 1347년 이래로, 동방정교에서 공식 교리가 되었지만, 로마 가톨릭교회는 이를 명백하게 긍정하거나 거부하지 않은 채 남아 있었다. 가톨릭 신학자들은 과거에 이 교리를 거부했으나, 20세기 후반부터는 가톨릭 관점이 더 호의적인 경향이 있다. 여러 서방 학자들은 팔라마스주의가 가톨릭 교리와 양립할 수 있다고 제시했다.